# Liste der Michigan State Historic Sites im Alcona County

Lage des Alcona Countys in Michigan

Diese Liste der Michigan State Historic Sites im Alcona County nennt alle als Michigan State Historic Site eingestuften historischen Stätten im Alcona County im US-Bundesstaat Michigan. Die mit † markierten Stätten sind gleichzeitig im National Register of Historic Places eingetragen.
| Name                              | Bild | Lage                                                                    | Ort         | Eintrag seit  |
| --------------------------------- | ---- | ----------------------------------------------------------------------- | ----------- | ------------- |
| Greenbush School                  |      | nordwestliche Ecke der Kreuzung von Campbell Street und U.S. Highway 23 | Greenbush   | 3. Aug. 1979  |
| Addison Silverthorn Jewelry Store |      | 115 Lake Street                                                         | Harrisville | 29. Aug. 1996 |
| Sturgeon Point Light Station†     |      | Point Road                                                              | Harrisville | 18. Feb. 1982 |
| Joseph Van Buskirk House          |      | 659 US 23 South                                                         | Harrisville | 11. Feb. 1972 |
| West Harrisville Depot            |      | 116 Fiske Street                                                        | Lincoln     | 3. Dez. 1998  |

## Belege
1. ↑  National Register Information System. In: National Register of Historic Places. National Park Service, abgerufen am 13. März 2009 (englisch).